# Jurassic Shark
Jurassic Shark è un film del 2012 diretto da Brett Kelly.
Il soggetto è tratto liberamente dai celebri film Jurassic Park e Lo squalo di Steven Spielberg.

## Trama
Una compagnia petrolifera conduce perforazioni acquatiche alla ricerca dell'oro nero. Accidentalmente viene svegliato uno squalo preistorico che ha iniziato a cacciare due gruppi di ragazzi e ragazze, intrappolati su un'isola deserta. Entrambe le squadre devono unire le loro forze per sopravvivere contro l'appetito dello squalo preistorico.